# Anarchist Black Cross

Symbol för Anarchist Black Cross.

Anarchist Black Cross (ABC, tidigare Anarchist Red Cross) i Sverige även kallat Anarkistiska Svarta Hammaren, är en vänsterextrem anarkistisk stödorganisation för politiska fångar grundad 1905. ABC stöder öppet de som begått olaglig verksamhet för att främja revolutionära syften. De hjälper fångar med politisk litteratur, pengar och juridiskt stöd över hela världen. 

## Historia
ABC grundades i Ryssland i början på 1900-talet, då med namnet Anarchist Red Cross, efter en brytning från Political Red Cross (PRC) som var kontrollerade av ryska socialdemokrater som vägrade att stötta fängslade anarkister och revolutionärer. Under det ryska inbördeskriget (1917–1922) bytte organisationen namn till Anarchist Black Cross, för att inte misstas för röda korset, som också var närvarande i Ryssland vid tidpunkten. Under slutet av 90-talet började nätverket att etablera sig i Sverige och ABC-grupperingar grundades i bland annat Malmö, Stockholm och Göteborg.

## ABC-grupper i Sverige
Idag finns det fyra ABC-grupper i Sverige men endast två är aktiva.

### Aktiva grupper
- ABC Göteborg
- ABC Umeå

### Inaktiva grupper
- ABC Raven
- ABC Stockholm

### Övriga grupper
Andra kända stödorganisationer i Sverige är Fånggruppen Stockholm samt den nerlagda föreningen Fånggruppen Syd.

## Solidaritet med mördare och terrorister
Till skillnad från vanliga hjälporganisationer tar Anarchist Black Cross inte avstånd från politiskt våld eller terrorism. Gruppen försvarar i stället aktivisterna och bistår dessa med litteratur, brev och finansiering. Nedan följer ett axplock av dömda aktivister som det internationella ABC-nätverket stödjer:
Marius Mason en amerikansk vänsterextremist som dömdes till 22 års fängelse efter att han vid 13 tillfällen försökt spränga en Universitetsbyggnad vid Michigan State University där han orsakade över en miljon dollar i skador. Han har förutom attacken mot universitetet bränt ned 12 andra byggnader och båtar tillhörandes hans politiska motståndare där skadorna värderades över 3 miljoner dollar.
Russel Shoatz en dömd mördare och grundare av Black Unity Council och Svarta Pantrarna. Han dömdes till 22 års fängelse utan möjlighet till villkorlig frigivning efter att han mördat en polisman.
Tom Manning dömdes till livstids fängelse efter att han under 80-talet mördade en polisman i New Jersey i samband med trafikkontroll. Manning grundade den marxistiska terrororganisationen United Freedom Front som bombade militära och kommersiella fastigheter under 1970-talet.
Mutula Shakur (tidigare Jeral Williams) var en aktivist i den marxistiska organisationen Black Liberation Army. Han dömdes till 36 års fängelse efter att han mördade två polismän i samband med ett rån för att samla in pengar till organisationen.